# Bocktörnen
Bocktörnen (Lycium) är ett växtsläkte med ett 80-tal arter i familjen potatisväxter. De förekommer i Sydamerika, södra Afrika, samt några få arter i tempererade Europa och Asien.

## Arter
I alfabetisk ordning enligt Catalogue of life:

- Lycium acnistoides
- Lycium acutifolium
- Lycium afrum
- Lycium ameghinoi
- Lycium americanum
- Lycium anatolicum
- Lycium andersonii
- Lycium argentino-cestroides
- Lycium armatum
- Lycium arochae
- Lycium athium
- Lycium australe
- Lycium barbarum (bocktörne)
- Lycium barbinodum
- Lycium berlandieri
- Lycium bosciifolium
- Lycium brevipes
- Lycium bridgesii
- Lycium californicum
- Lycium carolinianum
- Lycium cestroides
- Lycium chanar
- Lycium chilense
- Lycium chinense (bredbladigt bocktörne)
- Lycium ciliato-elongatum
- Lycium ciliatum
- Lycium cinereum
- Lycium cochinchinense
- Lycium cooperi
- Lycium cuneatum
- Lycium cyathiforme
- Lycium cylindricum
- Lycium dasystemum
- Lycium decumbens
- Lycium densifolium
- Lycium depressum
- Lycium deserti
- Lycium distichum
- Lycium edgeworthii
- Lycium eenii
- Lycium elongatum
- Lycium europaeum
- Lycium exsertum
- Lycium ferocissimum
- Lycium ferrocissimum
- Lycium flexicaule
- Lycium fremontii
- Lycium fuscum
- Lycium gariepense
- Lycium gilliesianum
- Lycium glomeratum
- Lycium grandicalyx
- Lycium hantamense
- Lycium hassei
- Lycium hirsutum
- Lycium horridum
- Lycium humile
- Lycium infaustum
- Lycium kopetdaghi
- Lycium leiospermum
- Lycium leiostemum
- Lycium macrodon
- Lycium makranicum
- Lycium martii
- Lycium mascarenense
- Lycium megacarpum
- Lycium minimum
- Lycium minutifolium
- Lycium morongii
- Lycium nodosum
- Lycium oxycarpum
- Lycium pallidum
- Lycium parishii
- Lycium parvifolium
- Lycium peninsulare
- Lycium petraeum
- Lycium pilifolium
- Lycium puberulum
- Lycium pubitubum
- Lycium qingshuigeense
- Lycium rachidocladum
- Lycium repens
- Lycium retusum
- Lycium richii
- Lycium ruthenicum
- Lycium sandwicense
- Lycium schaffneri
- Lycium schizocalyx
- Lycium schreiteri
- Lycium schweinfurthii
- Lycium shawii
- Lycium shockleyi
- Lycium sokotranum
- Lycium stenophyllum
- Lycium strandveldense
- Lycium tenuispinosum
- Lycium texanum
- Lycium torreyi
- Lycium truncatum
- Lycium tweedianum
- Lycium verrucosum
- Lycium villosum
- Lycium vimineum
- Lycium yunnanense

## Bildgalleri

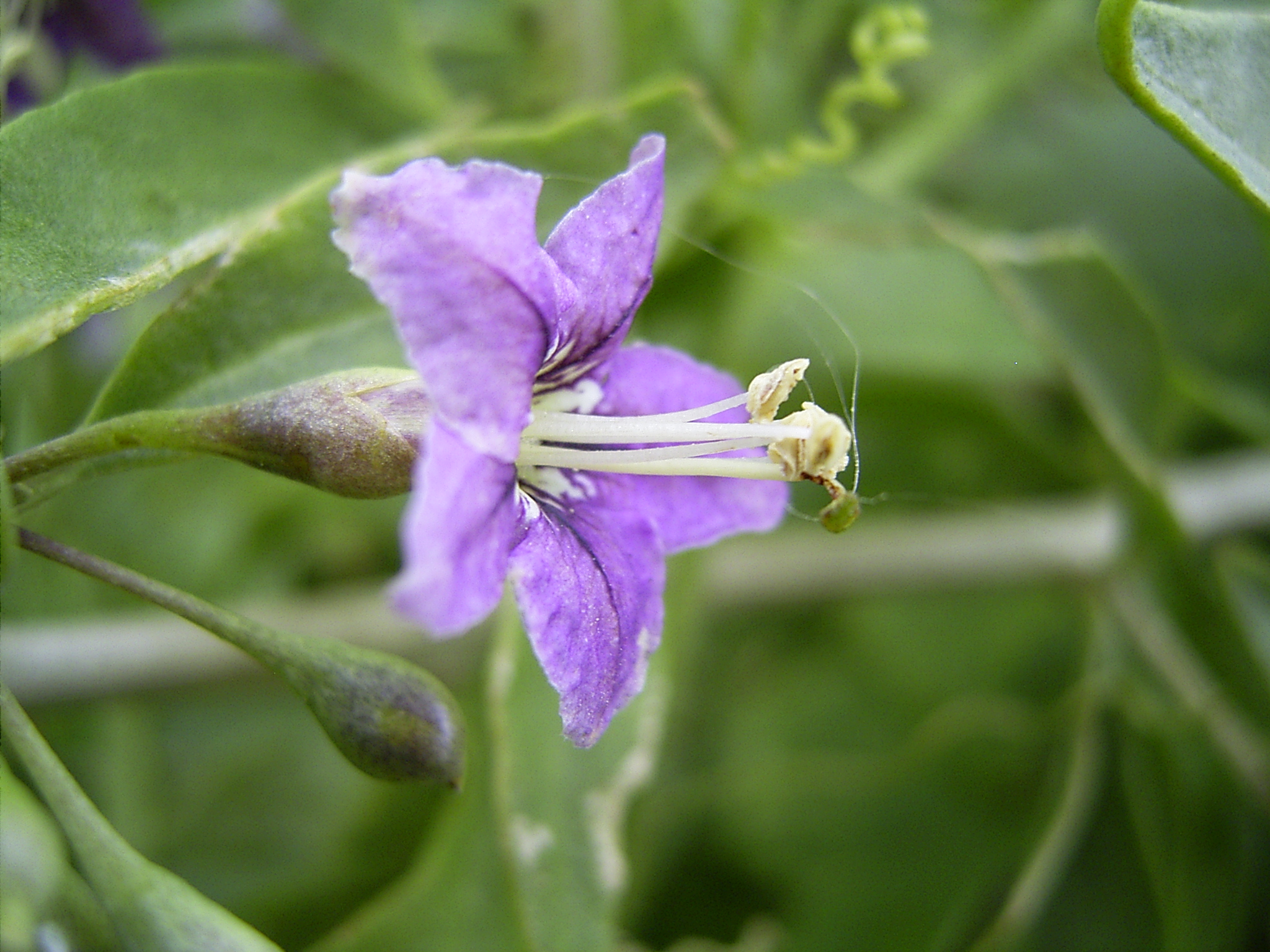
Bocktörne
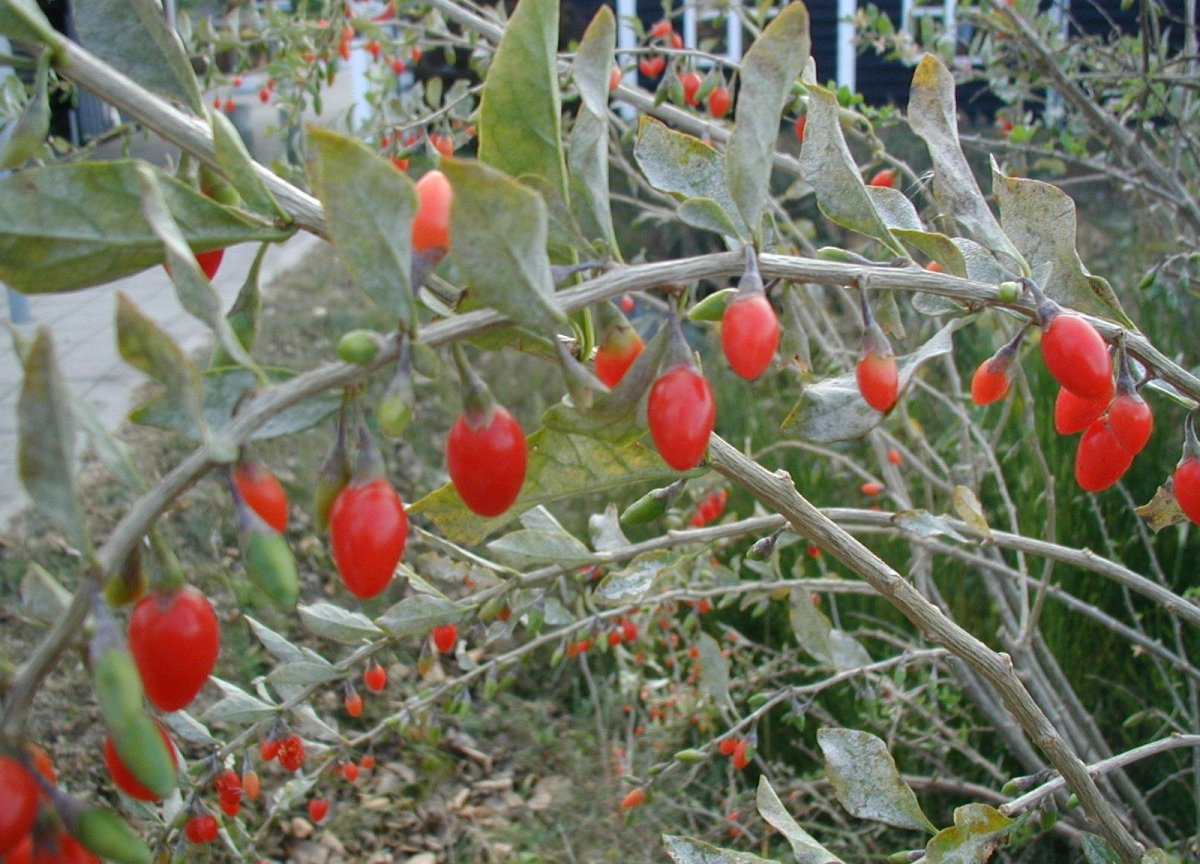
Bocktörne, frukter
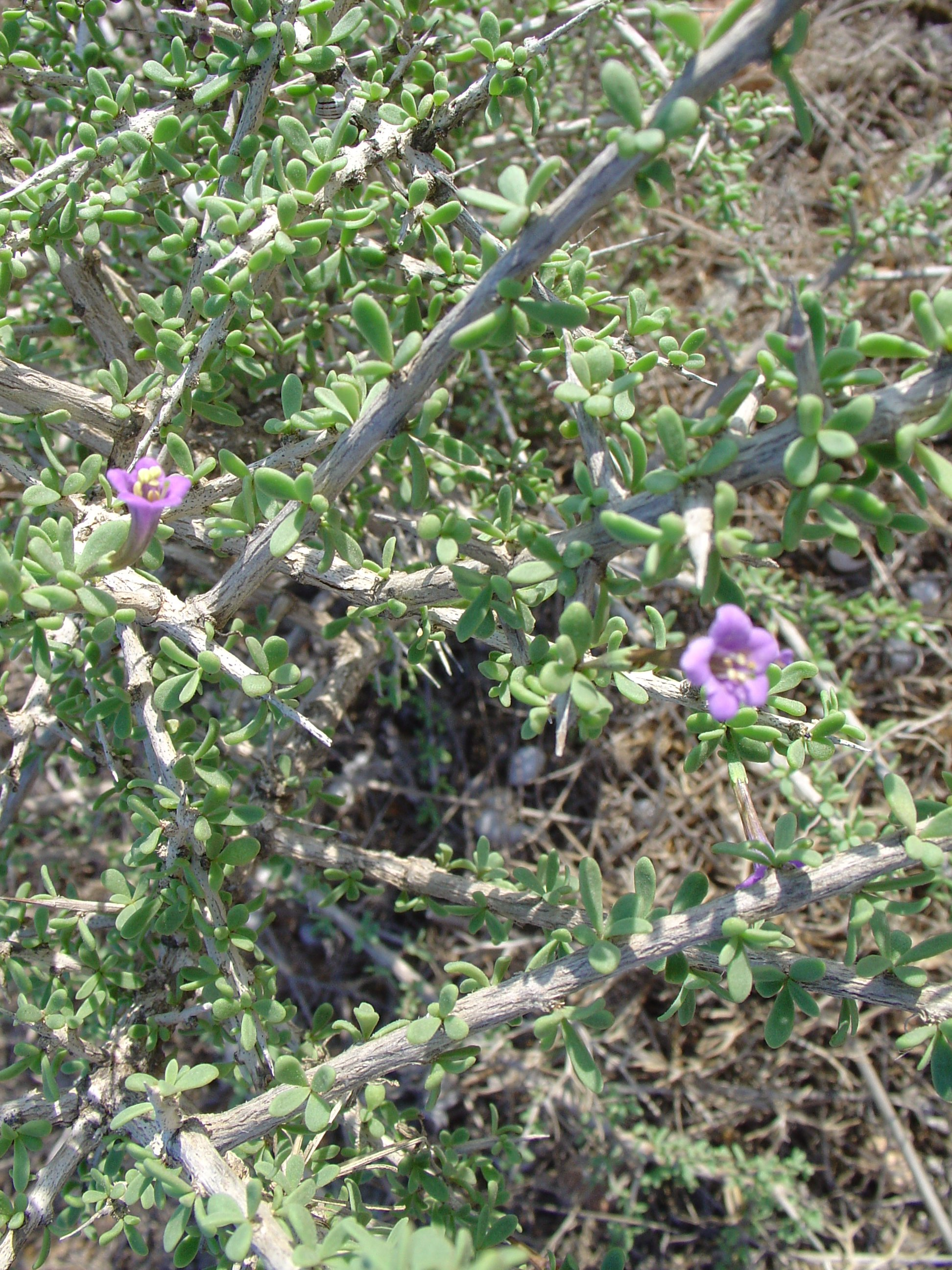
Lycium intricatum
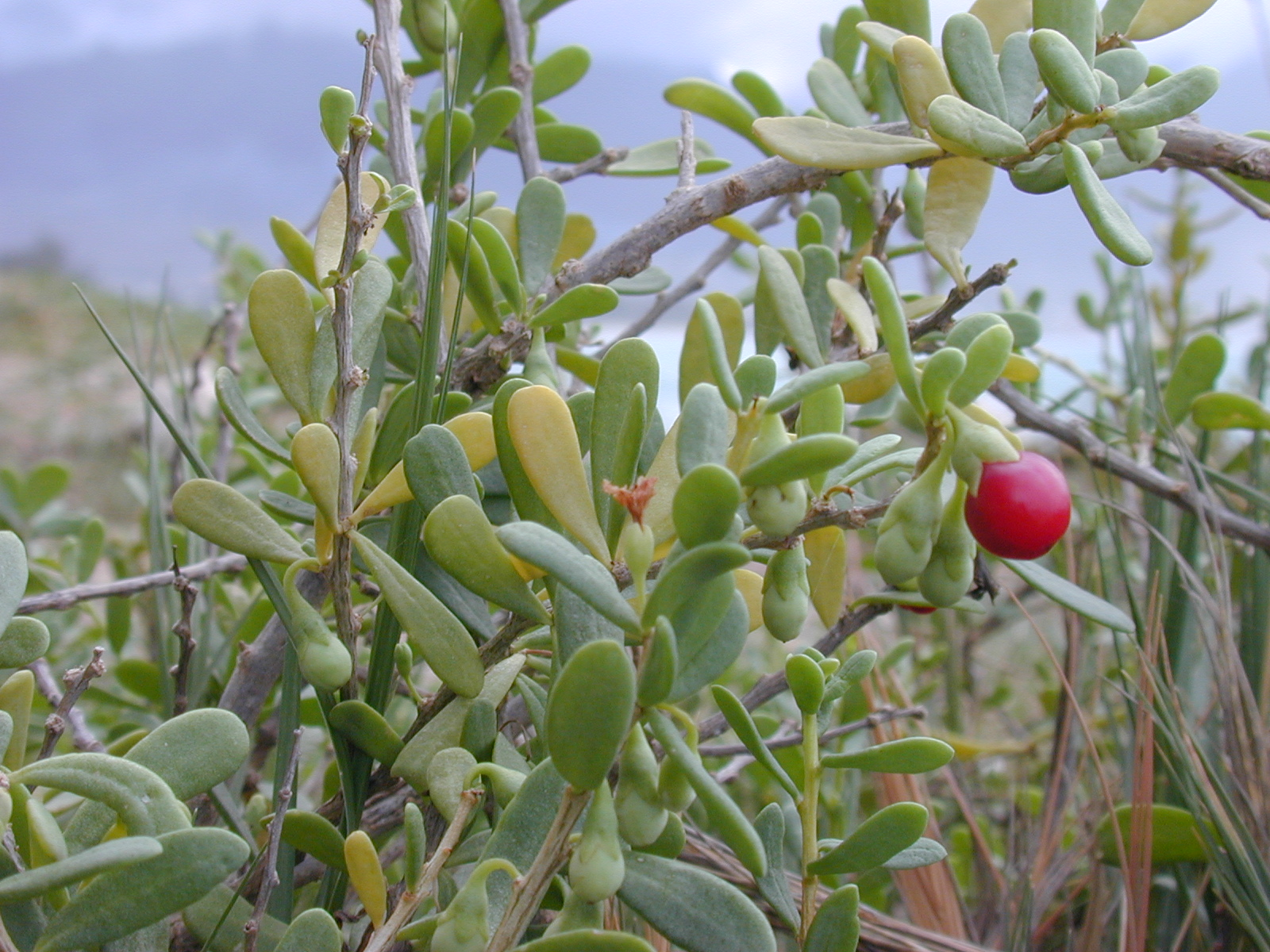
Lycium sandwicense